# 盖索法
盖索法（法語：Loi Gayssot）是法国1990年7月13日通过的法律，规定了质疑危害人类罪应受的刑罚。该法实际上禁止了否定纳粹犹太人大屠杀的言论。法国学者罗贝尔·福里松曾因触犯该法而被判刑。原法共党员，后皈依伊斯兰教的法国学者罗杰·加洛蒂也曾因为盖索法被判处缓刑并处罚金。